# Georgi Wazow
Georgi Minczow Wazow (bułg. Георги Минчов Вазов, ur. 17 stycznia 1860 w Sopocie, zm. 13 sierpnia 1934 w Sofii) – bułgarski wojskowy i polityk, generał porucznik, minister wojny Carstwa Bułgarii (1913).

## Życiorys
Był synem kupca Minczo Wazowa i Saby z d. Hadżinikołowej oraz bratem pisarza Iwana Wazowa. W 1873 ukończył szkołę w rodzinnym mieście, ale musiał przerwać dalszą edukację i pracować w sklepie, należącym do jego ojca. W 1874 rozpoczął naukę w gimnazjum w Gabrowie, ale po dwóch latach został wydalony ze szkoły i powrócił do rodzinnego Sopotu. W tym samym roku wyjechał do Rumunii, gdzie uczył się w bułgarskiej szkole w Oltenicy. W latach 1877–1878 pracował jako urzędnik w Swisztowie. Wiosną 1878 znalazł się w gronie dziesięciu młodych Bułgarów, którzy wybrano, aby kształcili się w Rosji. W latach 1878–1880 przebywał w Odessie, gdzie uczył się w szkole wojskowej i służył w 55 pułku piechoty. Po powrocie do Warny awansowany do stopnia porucznika, od 1880 służył w garnizonie sofijskim. W listopadzie 1881, dzięki wsparciu brata Iwana został przeniesiony do Płowdiwu i rozpoczął służbę w milicji Rumelii Wschodniej. Od grudnia 1881 służył w otoczeniu gubernatora Rumelii Wschodniej, Aleko Bogoridiego i wziął udział w audiencji Bogorodiego u sułtana.
W latach 1882–1884 kształcił się w szkole wojskowej w Petersburgu, powrócił do kraju we wrześniu 1885 by wziąć udział w wojnie serbsko-bułgarskiej. 12 listopada 1885 walczył w bitwie pod Caribrodem jako oficer zwiadu. Został wtedy odznaczony Orderem Waleczności IV klasy. Po zakończeniu wojny odbył kurs z zakresu fortyfikacji w szkole wojskowej w Sofii. W 1886 należał do grona organizatorów zamachu stanu, skierowanego przeciwko Aleksandrowi Battenbergowi, a następnie wyemigrował do Rosji, gdzie ukończył studia w Akademii Inżynierii Wojskowej i służył w armii rosyjskiej. Po złagodzeniu sporów rosyjsko-bułgarskich w 1898 Wazow powrócił do kraju i podjął pracę w Inspektoracie Inżynierii Wojskowej. Pełnił kolejno funkcje: dowódcy kompanii pionierów, szefa korpusu inżynierów armii bułgarskiej, a w 1908 objął stanowisko inspektora korpusu inżynieryjnego. Wobec oskarżeń o korupcję, związaną z dostawami materiałów wybuchowych został zwolniony z wojska w maju 1908.

## Wojny bałkańskie (1912-1913)
Zmobilizowany do armii jesienią 1912 gen. Georgi Wazow objął stanowisko szefa łączności i transportu, a 22 listopada objął stanowisko gubernatora Kırklareli. W lutym 1913 dowodził wschodnim sektorem oblężenia Adrianopola. Podległe mu oddziały odegrały kluczową rolę w opanowaniu miasta, biorąc do niewoli komendanta obrony Shukri Paszę. Wazow został za tę operację odznaczony Orderem Świętego Aleksandra II stopnia. Po wybuchu II wojny bałkańskiej objął stanowisko ministra wojny w gabinecie Stojana Danewa, a następnie w gabinecie Wasiła Radosławowa. Zrezygnował z tego stanowiska z powodu sporów politycznych w rządzie.

## Dalsze losy
W czasie I wojny światowej Wazow był przeciwnikiem zaangażowania Bułgarii w działania wojenne, w marcu 1915 podpisał memorandum 115 polityków skierowane do rządu bułgarskiego w sprawie neutralności Bułgarii. W latach 1915–1919 zasiadał w radzie miejskiej Sofii. W 1920 jego stan zdrowia gwałtownie się pogorszył. Generał wyjechał do Wiednia, gdzie przeszedł operację i przez dwa lata przechodził rehabilitację w Szwajcarii, Niemczech i we Włoszech. W czasie pobytu w Genewie zaczął spisywać wspomnienia z wojen bałkańskich.
Powrócił do kraju w 1924 i zajął się spisywaniem wspomnień, był także autorem kilkudziesięciu artykułów poświęconych tematyce wojskowej. Zmarł 13 sierpnia 1934 w Sofii i został pochowany na stołecznym Cmentarzu Centralnym.
Był żonaty (żona Maria), miał czworo dzieci (dwie córki i dwóch synów).

## Awanse
- podporucznik (Подпоручик) (1880)
- porucznik  (Поручик) (1883)
- kapitan  (Kапитан) (1885)
- podpułkownik  (Подполковник) (1896)
- pułkownik  (Полковник) (1901)
- generał major  (Генерал-майор) (1906)
- generał porucznik (Генерал-лейтенант) (1913)

## Odznaczenia
- Order Waleczności 2. i 4. st. II klasy
- Order Świętego Aleksandra II i V stopnia
- Order Zasługi Wojskowej III stopnia
- Order Świętej Anny II stopnia (Rosja)
- Order Świętego Stanisława III stopnia (Rosja)
- Order Świętego Włodzimierza IV stopnia (Rosja)